# آقای رسی

آقای رُسی یک فیلم پویانما (کارتونی) ساخته شده توسط پویانمای ایتالیایی برونو بوزتو است. ما در ابتدا آقای رسی را غمگین و تنها دیده‌ایم تا زمانیکه او با سگ سخن‌گوی همسایه هارولد دوست می‌شود و این دو داستان‌های بسیاری را در ادامه به وجود می‌آورند.
در ایتالیا این مجموعه به نام Signor Rossi cerca la felicità شناخته می‌شود و در کشورهای انگلیسی زبان به The Fantastic Adventures of Mr. Rossi یا Mr. Rossi Looks for Happiness شهرت دارد.
آقای رُسی در مجموعه‌های زیر شرکت داشته‌است:
1. ّّآقای رُسی، ۱۹۶۰ میلادی
2. آقای رُسی به اسکی می‌رود، ۱۹۶۳ میلادی
3. آقای رُسی در ساحل، ۱۹۶۴
4. آقای رُسی ماشین می‌خرد، ۱۹۶۶
5. آقای رُسی در اردو، ۱۹۷۰
6. آقای رُسی در وین، ۱۹۷۴